# CSF Speranța Nisporeni
El Speranta Nisporeni es un equipo de fútbol de Moldavia que juega en la División Nacional de Moldavia, la primera división de fútbol del país.

## Historia
Fue fundado en el año 1991 en la ciudad de Nisporeni y ganó la última edición de la Liga Soviética de Moldavia en 1991, y también fue uno de los equipos fundadores de la nueva liga al año siguiente.
El club jugó las primeras 6 temporadas de la liga independiente hasta que descendió a la División A de Moldavia en 1998.
En la temporada 2014/15 el club regresa a la máxima categoría tras quedar en tercer lugar de la segunda categoría.

## Palmarés

### República Socialista Soviética de Moldavia
- Liga Soviética de Moldavia (1): 1991

### MoldaviaMoldavia
- Divizia B - Centre (1): 2013–14

## Participación en competiciones de la UEFA
| Temporada | Torneo             | Ronda             | Club   | Casa | Visita | Global |
| --------- | ------------------ | ----------------- | ------ | ---- | ------ | ------ |
| 2019–20   | UEFA Europa League | 1ª Clasificatoria | Neftçi | 0–3  | 0–6    | 0–9    |